# Ctenomys andersoni
Ctenomys andersoni є видом туко-туко з Болівії. Зустрічається лише в Серро-Ітауатікуа, департамент Санта-Крус, на висоті близько 810 метрів, цей вид має 271 міліметр у довжину та має грубе коричневе та сиве волосся. Його назвали на честь Сідні Андерсон, куратора відділу мамології в Американському музеї природної історії.